# 佐藤瞳 (スキー選手)
佐藤 瞳（さとう ひとみ、ラテン文字：Hitomi Sato、1988年6月28日 - ）は、日本のフリースタイルスキー選手（女子スロープスタイル）、2018年平昌オリンピック強化指定選手である。

## 来歴・人物
北海道旭川市生まれ。親に連れられ2歳でスキーを始める。小学生の頃親の転勤で福島県福島市松川町へ。競技スキーとの出会いは、小学生の頃長野オリンピックでの日本人選手の金メダル獲得という活躍を目の当たりにし、自らもオリンピックで金メダルをとりたいという思いから。
両親の反対を押し切るため、高校卒業と共に親元を離れ、アルバイトをし、自ら競技資金を稼ぎながら、19歳で本格的に競技スキーを始める。国内で独学でトレーニングに励むも、結果に結びつかない時期を過ごす。その後、海外での充実した練習環境を求め、単身海外へ渡る。
次第に、ヨーロッパのナショナルチームの合宿に自費参加するなど、練習環境が整うに従い、戦績も向上。ワールドカップにも出場し始める。その戦績と熱意を認められ、平成27年度平昌オリンピック強化指定選手に認定される。それを機にして、また震災復興を願う福島県民の希望になればと、地元松川の市民の手により後援会が発足される。
モットーは、「諦めなければ絶対に夢は叶う」。

## 記録
- 13-14 シーズンワールドカップポイント　世界31位
- 14-15 シーズンワールドカップポイント　世界24位
- 15-16 シーズンワールドカップポイント　世界32位

## 主な戦績
| 年月    | 大会                                                     | 種目             | 順位 |
| ------- | -------------------------------------------------------- | ---------------- | ---- |
| 2012.03 | W杯（アメリカ・マンモスマウンテン）                      | スロープスタイル | 9    |
| 2012.09 | コンチネンタル（アルゼンチン・ウシュアイア）             | スロープスタイル | 9    |
| 2012.09 | W杯（アルゼンチン・ウシュアイア）                        | スロープスタイル | 17   |
| 2013.03 | W杯（スペイン・シエラネバタ）                            | スロープスタイル | 15   |
| 2013.08 | ニューオリンズ・ニュージーランド フリースキーオープン    | スロープスタイル | 9    |
| 2014.01 | W杯（スイス・グシュタード）                              | スロープスタイル | 18   |
| 2015.02 | W杯（アメリカ・パークシティ）                            | スロープスタイル | 17   |
| 2016.02 | W杯（韓国・平昌）                                        | スロープスタイル | 16   |
| 2016.03 | Fisレース（スイス・クランスモンタナ）                    | スロープスタイル | 6    |
| 2016.12 | Fisレース（スイス・Glacier 3000）                        | スロープスタイル | 8    |
| 2017.03 | Fisレース（ロシア・Sunny Valley）                        | スロープスタイル | 6    |
| 2017.03 | National Championships (ロシア・Sunny Valley）           | スロープスタイル | 5    |
| 2017.03 | Fisレース（ロシア・Sunny Valley）                        | ハーフパイプ     | 10   |
| 2017.03 | National Championships（ロシア・Sunny Valley）           | ハーフパイプ     | 9    |
| 2017.08 | Australian New Zealand Cup（ニュージーランド・Cardrona） | スロープスタイル | 4    |
| 2017.12 | ヨーロッパカップ（ドイツ・Kaprun）                       | スロープスタイル | 8    |
| 2017.12 | ヨーロッパカップ（オーストリア・Kaprun）                 | スロープスタイル | 5    |
| 2019.02 | Fisレース（日本・尾瀬戸倉）                              | スロープスタイル | 3    |
| 2019.03 | Fisレース（USA・Seven Springs Mountain Resort, PA）      | スロープスタイル | 14   |
| 2020.02 | NAC (カナダ・Calgary, AB)                                | スロープスタイル | 13   |
| 2020.02 | Fisレース (USA・Park Ciry)                               | スロープスタイル | 6    |
| 2020.03 | NAC (USA・Park City)                                     | ビッグエアー     | 10   |

## 指定・認定
- 日本オリンピック委員会平成 27年度オリンピック強化指定選手
- 福島県体育協会『ジャパンクラスアスリート』認定[3]